# Tic Tac (chanson)
Albums de Enzo
La vie en couleurs
(2021)
Clip vidéo
[vidéo] « Tic Tac », sur YouTube
Chansons représentant la France au Concours Eurovision de la chanson junior
J'imagine
(2020) Oh Maman !
(2022)
Tic Tac est une chanson française interprétée par Enzo, extraite de l'album Tic Tac. Cette chanson en 2021 représente la France dans la compétition du Concours Eurovision de la chanson junior, elle rappelle l’ambiance du cabaret des années folles, elle finit en troisième position avec 187 points.
La musique et les paroles sont de Alban Lico et Léa Ivanne, pour Enzo le finaliste de la septième saison de The Voice Kids (2020).
C'est une chanson avec un mélange de pop contemporaine et de charleston vintage, qui rappelle que la vie est à savourer à chaque seconde.

## Historique de l'annonce et de la sortie
Le 22 octobre 2021, France Télévisions annonce avoir sélectionné Enzo avec une chanson nommé Tic Tac pour la cinquième participation de la France au Concours Eurovision de la chanson junior organisé sur son sol à La Seine musicale (Boulogne-Billancourt) le 19 décembre.

## Clip
Le clip sort le 2 novembre 2021, on peut y voir cinq danseurs (trois filles et deux garçons) proche de son âge qui danse sur un sol en damiers. Par moments, Enzo chante devant une horloge géante, entouré de ses cinq compères habillés en écoliers qui virevoltent autour du chanteur alors que se dessinent des nuages et la Tour Eiffel dans le décor.

## Troisième à l'Eurovision junior 2021
Le 25 novembre, Enzo entouré du même nombre de danseurs que dans son clip (trois filles et deux garçons) finit en deuxième position de l'Eurovision junior avec 203 points, derrière la candidate arménienne Maléna (224 points) et la candidate polonaise Sara James (en) (218 points). Le chanteur originaire des Yvelines offre à la France le troisième podium au Concours Eurovision junior après Valentina (2020) et Angelina (2018).